# Internationaal vredespark Waterton Glacier
Het Internationaal vredespark Waterton Glacier is de overkoepelende naam voor het Nationaal park Waterton Lakes in Canada en het Nationaal park Glacier in de Verenigde Staten. Beide parken zijn biosfeer-reservaten, bieden een fraai landschap en kennen een uitzonderlijk rijke flora en fauna.
Het gehele gebied werd in 1995 door UNESCO op de Werelderfgoedlijst geplaatst.
Het samengaan van beide parken werd al in 1932 bereikt door de inspanning van Rotary International-leden uit Alberta en Montana. Het was indertijd het eerste International Peace Park ter wereld.
- Gemeinsame Normdatei: 4462667-8
- Library of Congress Control Number: sh96008782
- National Archives and Records Administration: 10038370
- Nationale Bibliotheek van Israël: 987007563642405171
- Virtual International Authority File: 220705633

Mesa Verde National Park · Yellowstone National Park · Grand Canyon National Park · Everglades National Park · Independence Hall · Kluane, Wrangell-St. Elias, Glacier Bay en Tatshenshini-Alsek · Redwood National Park · Mammoth Cave National Park · Nationaal park Olympic · Cahokia · Great Smoky Mountains National Park · La Fortaleza en de nationale historische site van San Juan in Puerto Rico · Vrijheidsbeeld · Yosemite National Park · Monticello en Universiteit van Virginia in Charlottesville · Nationaal park Hawaii Volcanoes · Nationaal Historisch Park van de Chacocultuur · Taos Pueblo · Nationaal park Carlsbad Caverns · Waterton Glacier International Peace Park · Papahānaumokuākea · Monumentale grondwerken van Poverty Point · Missies van San Antonio · De 20e-eeuwse architectuur van Frank Lloyd Wright · Moravische kerknederzettingen (Bethlehem)
Anticosti · Dinosauruspark · Grand Pré · Gros Morne · Gwaii Haanas en Haida (Ninstints) · Head-Smashed-In Buffalo Jump · Fossielkliffen van Joggins · Kluane, Wrangell-St. Elias, Glacier Bay en Tatshenshini-Alsek · L'Anse aux Meadows · Oud-Lunenburg · Miguasha · Mistaken Point · Nahanni · Pimachiowin Aki · Oud-Québec · Red Bay · Rideau Canal · Canadese parken van de Rocky Mountains · Tr'ondëk-Klondike · Waterton Glacier · Wood Buffalo · Writing-on-Stone Provincial Park